# Boris Gorban
Boris Gorban (né le 26 septembre 1978, Douchanbé) est un athlète russe spécialiste du 400 mètres haies. 

## Palmarès

### Championnats du monde d'athlétisme en salle
- Championnats du monde d'athlétisme en salle 2001 à Lisbonne,  Portugal
  -  Médaille d'argent du relais 4 × 400 m
- Championnats du monde d'athlétisme en salle 2004 à Budapest,  Hongrie
  -  Médaille d'argent du relais 4 × 400 m

### Championnats d'Europe espoirs d'athlétisme
- Championnats d'Europe espoirs d'athlétisme 1999 à Göteborg,  Suède
  -  Médaille d'argent sur 400 m haies

### Championnats d'Europe junior d'athlétisme
- Championnats d'Europe junior d'athlétisme 1997 à Ljubljana,  Slovénie
  -  Médaille d'or sur 400 m haies

### Autre
- Champion de Russie sur 400 mètres haies : 2003, 2004